# Calidota jamaicensis
Calidota jamaicensis är en fjärilsart som beskrevs av Embrik Strand 1919. Calidota jamaicensis ingår i släktet Calidota och familjen björnspinnare. Inga underarter finns listade i Catalogue of Life.